# Creasta Nemirei
Creasta Nemirei este o arie protejată (arie specială de conservare — SAC, sit de importanță comunitară — SCI) din România, desemnată în scopul protejării biodiversității și menținerii într-o stare de conservare favorabilă a florei spontane și faunei sălbatice, precum și a habitatelor naturale de interes comunitar aflate în arealul zonei de protecție. Aceasta se întinde pe teritoriile județelor Bacău și Covasna.

## Localizare
Aria naturală se întinde în extremitatea vestică a județului Bacău (la limita de graniță cu județul Harghita) și cea nord estică a județului Covasna, pe teritoriile administrative ale orașelor Slănic-Moldova și Dărmănești și pe cele ale comunelor Dofteana; respectiv Lemnia și Poian. Situl este străbătut de drumul național DN11, care leagă orașul Onești de Târgu Secuiesc.

## Înființare
Creasta Nemirei a fost declarată sit de importanță comunitară prin Ordinul Ministerului Mediului și Dezvoltării Durabile Nr.1964 din 13 decembrie 2007 (privind instituirea regimului de arie naturală protejată a siturilor de importanță comunitară, ca parte integrantă a rețelei ecologice europene Natura 2000 în România) și se întinde pe o suprafață de 3.591 hectare. Situl a fost protejat și ca arie specială de conservare în mai 2022
Situl reprezintă o zonă naturală (păduri de conifere, păduri de foioase, păduri în amestec, păduri în tranziție, pajiști naturale, pășuni, stepe, mlaștini și turbării) încadrată în bioregiunea alpină a  Munților Nemira (grupă muntoasă a Carpaților Moldo-Transilvani, aparținând de lanțului carpatic al Orientalilor) și include rezervația naturală Nemira.

## Biodiversitate
Situl a fost desemnat în scopul protejării biodiversității și menținerii într-o stare de conservare favorabilă a florei și faunei sălbatice, precum și a habitatelor de interes comunitar.

### Habitate
Creasta Nemirei dispune de 11 tipuri de habitate; astfel: Păduri de fag de tip Luzulo-Fagetum, Păduri acidofile de Picea abies din regiunea montana (Vaccinio-Piceetea), Tufărișuri alpine și boreale, Tufărișuri cu Pinus mugo și Rhododendron myrtifolium, Tufărișuri uscate europene, Pajiști montane de Nardus bogate în specii pe substraturi silicioase, Fânețe montane, Mlaștini turboase de tranziție și turbării oscilante (nefixate de substrat), Vegetație herbacee de pe malurile râurilor montane, Vegetație lemnoasă cu Myricaria germanica de-a lungul râurilor montane și Comunități de lizieră cu ierburi înalte higrofile de la nivelul câmpiilor, până la cel montan și alpin. 

### Faună
Fauna sitului are în componență o gamă diversă de mamifere, reptile,  amfibieni și insecte, dintre care unele protejate prin Directiva Consiliului European 92/43/CE din 21 mai 1992 (privind conservarea habitatelor naturale și a speciilor de faună și floră sălbatică) sau aflate pe lista roșie a IUCN.
Mamifere cu specii de: urs brun (Ursus arctos), lup cenușiu (Canis lupus), râs eurasiatic (Lynx lynx), cerb (Cervus elaphus), căprioară (Capreolus capreolus), mistreț (Sus scrofa), nevăstuică (Mustela nivalis), jder (Martes martes), dihor (Putorius putorius), pisică sălbatică (Felis silvestris), liliacul mic cu potcoavă (Rhinolophus hipposideros); 
Reptile și amfibieni: șarpele orb (Anguis fragilis), șarpele lui Esculap (Elaphe longissima), șopârlă de câmp (Lacerta agilis), șopârlă de munte (Lacerta vivipara), vipră (Vipera berus), salamandra carpatică (Triturus montandoni), salamandra de foc (Salamandra salamandra), tritonul de munte (Triturus alpestris), broasca-roșie-de-munte (Rana temporaria); 

### Floră
Flora este constituită din specii de arbori, arbusti, ierburi și flori; astfel: tisă (Taxus baccata),  pin de pădure (Pinus sylvestris), larice (Larix decidua), fag (Fagus sylvatica), stejar (Quercus robur), gorun (Quercus petraea), arțar (Acer platanoides), tei (Tilia cordata), frasin (Fraxinus excelsior), jugastru (Acer campestre), mesteacăn (Betula pendula), arin negru (Alnus glutinosa), salcie (Salix alba), alun (Corylus avellana), păducel (Crataegus monogyna), merișor (Vaccinium vitis-idaea), mur (Rubus fruticosus), zmeur (Rubus idaeus) sau măceș (Rosa canina), afin (Vaccinum myrtillus L.).

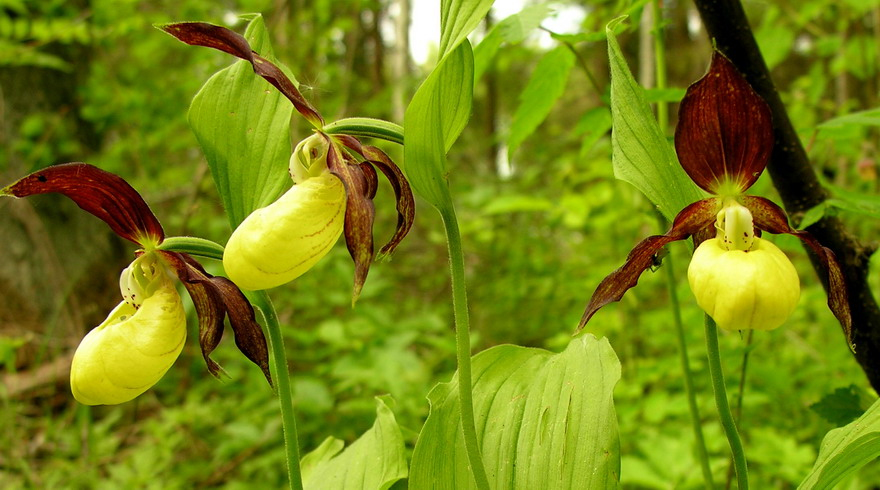
Papucul doamnei (Cypripedium calceolus)

La baza desemnării sitului se află patru specii floristice (protejate prin aceeași Directivă 92/43/CE din 21 mai 1992, a Consiliului European, anexa I-a): clopoțelul de munte (Campanula serrata), iarba-gâtului (Tozzia carpathica), papucul doamnei (Cypripedium calceolus) și stânjenelul sălbatic (Iris aphylla ssp. hungarica; care vegetează alături de: floare de colț (Leontopodium alpinum), angelică (Angelica archangelica), coada șoricelului (Achillea schurii), omag (din speciile: Aconitum moldavicum și Aconitum toxicum), orhidee (din speciile: Coeloglossum viride, Dactylorhiza incarnata, Dactylorhiza sambucina, Herminium monorchis, Platanthera chlorantha, Pseudorchis albida, Spiranthes spiralis, Traunsteinera globosa), brebenei (Corydalis capnoides), cădelniță (Campanula carpatica), clopoței (Campanula patula ssp. abietina), vinețele (Centaurea melanocalathia), garoafă sălbatică (cu specii de: Dianthus serotinus și Dianthus spiculifolius), Mâna Maicii Domnului (Dactylorhiza maculata), mlăștiniță (din speciile: Epipactis atrorubens, Epipactis helleborine, Epipactis palustris), lalea pestriță (Fritillaria meleagris), ineață (Linum perenne ssp. extraaxillare), crin (Lilium carniolicum ssp. jankae și Lilium bulbiferum), sângele voinicului (Nigritella nigra și Nigritella rubra), trânji (Neottia nidus-avis), untul-vacii (Orchis morio), poroinic (Orchis ustulata și Orchis militaris), cărbuni (Phyteuma vagneri), tâța-vacii (Primula elatior ssp. leucophylla), ochii-broaștei (Primula farinosa), darie (Pedicularis sceptrum-carolinum), piciorul-cocoșului (Ranunculus carpaticus), Saxifraga cymbalaria (specie endemică pentru această zonă), tămâioară (Viola joói), cimbrișor (Thymus pulcherrimus), brustur-negru (Symphytum cordatum), firuță (Poa rehmannii).

## Căi de acces
- Drumul național DN11, pe ruta: Bacău - Onești - Bogdănești - Ferestrău-Oituz - Hârja - Poiana Sărată.
- Drumul național DN12, pe ruta: Bacău - Târgu Ocna - Slănic-Moldova.

## Monumente și atracții turistice
În vecinătatea sitului se află câteva obiective de interes istoric, cultural și turistic (lăcașuri de cult, castele, conace, monumente de arhitectură, arii naturale protejate); astfel:

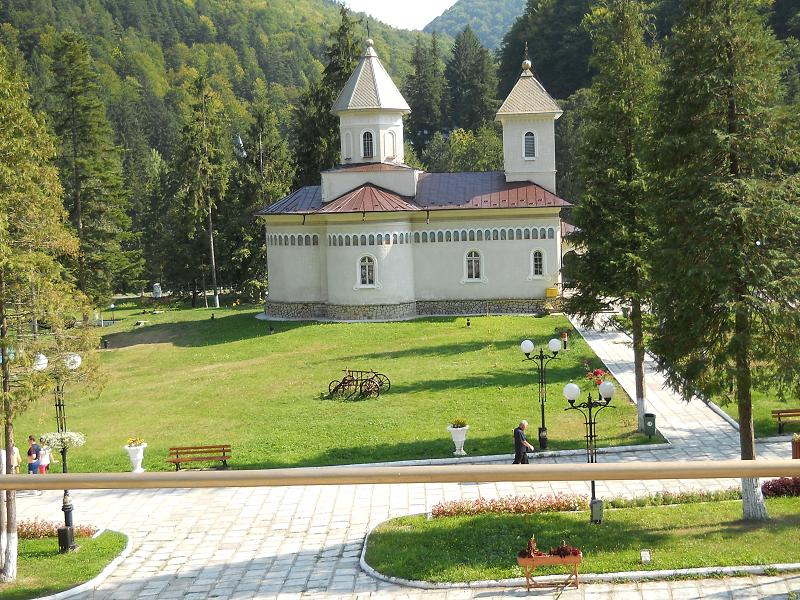
Biserica „Sfântul Ilie” din Slănic-Moldova

- Biserica ortodoxă „Sfântul Ilie” din Slănic-Moldova.
- Biserica de lemn „Sfântul Nicolae” din Dărmănești, construcție 1808, monument istoric (cod LMI BC-II-m-B-00823).
- Biserica romano-catolică „Sf. Mihail” din Lemnia, construcție secolul al XVI-lea, monument istoric (cod LMI CV-II-m-A-13234.01).
- Biserica romano-catolică „Găsirea Sfintei Cruci” din Poian, construcție secolul al XVIII-lea, monument istoric (cod LMI CV-II-m-B-13255.01).
- Palatul Știrbei din orașul Dărmănești, construcție secolul al XIX-lea, monument istoric (cod LMI BC-II-m-A-00822).
- Ansamblul castelului Ghika din Dofteana (castelul și parcul), construcție secolul al XIX-lea, monument istoric.
- Fosta primărie din Slănic-Moldova, construcție 1870-1890, monument istoric.
- Complexul de instalații tehnice hidraulice din Dărmănești (vâltoare, dârstă și piuă hidraulice), construcție secolul al XIX-lea, monument istoric (cod LMI BC-II-a-B-00821).
- Cazinoul din Slănic-Moldova, construcție 1894, monument istoric.
- Izvoarele de ape minerale (din stațiunea Slănic Moldova) carbonate, bicarbonatate, sulfuroase, clorate, sodice, hiper și  hipotonice; descoperite încă din anul 1801.
- Slănic (sit de importanță comunitară).